# 7.58 cm Minenwerfer

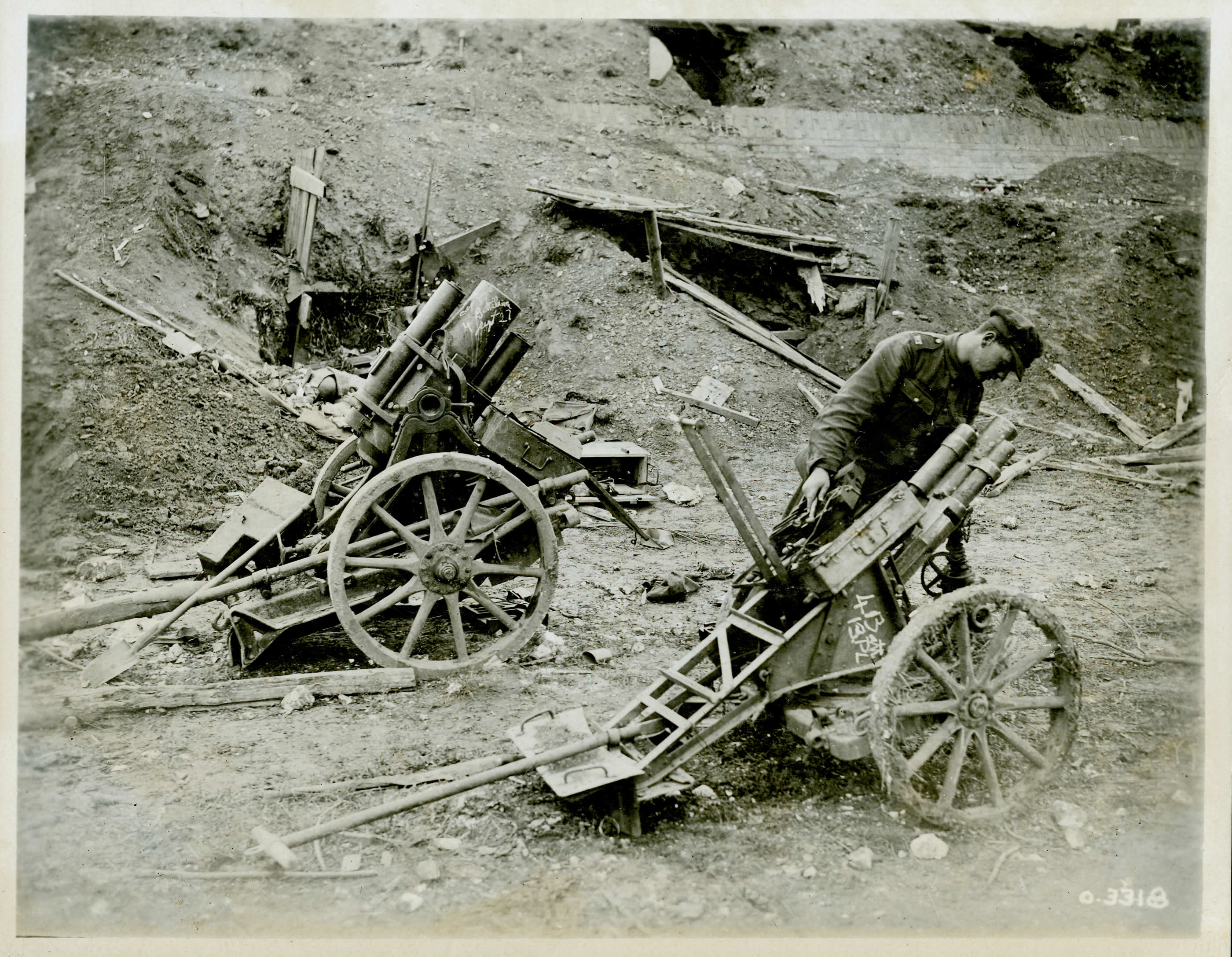
Платформа прямоугольной формы

7.58 cm leichte Minenwerfer (нем. 7,58-см лёгкий миномёт) — мортира-миномёт с нарезным стволом немецкой армии времён Первой мировой войны.

## Описание

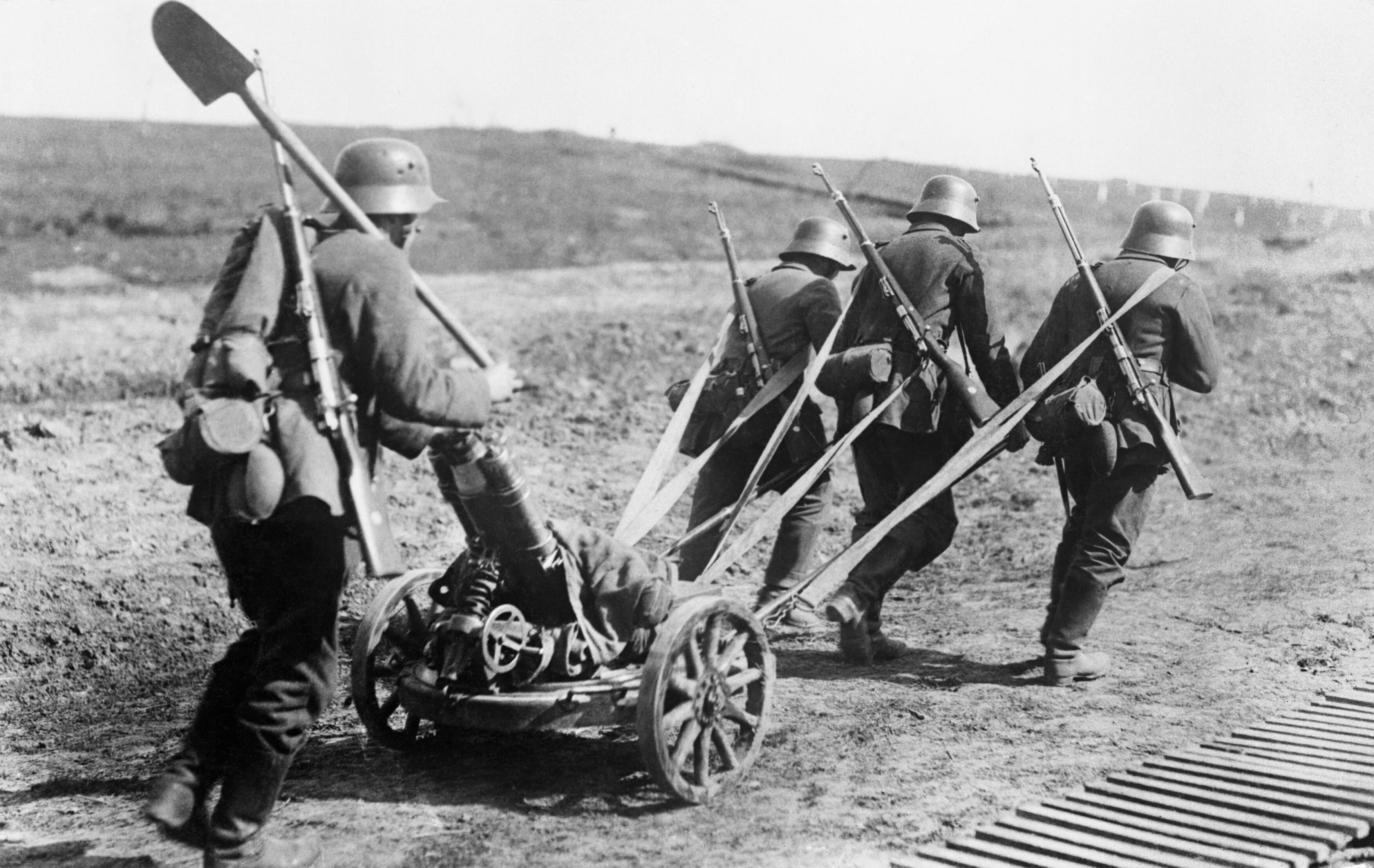
Расчёт миномёта (1918 год)

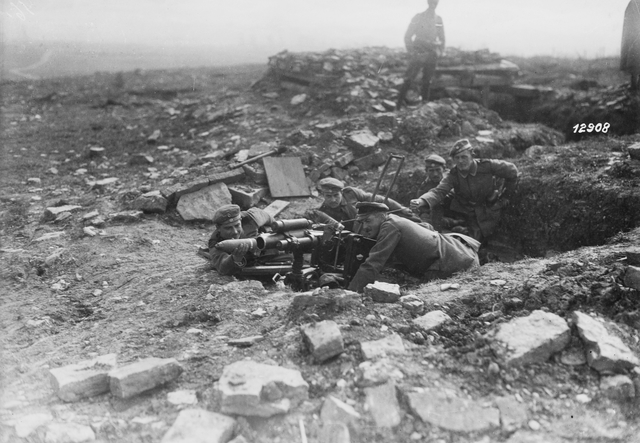
Стрельба из миномёта по танкам

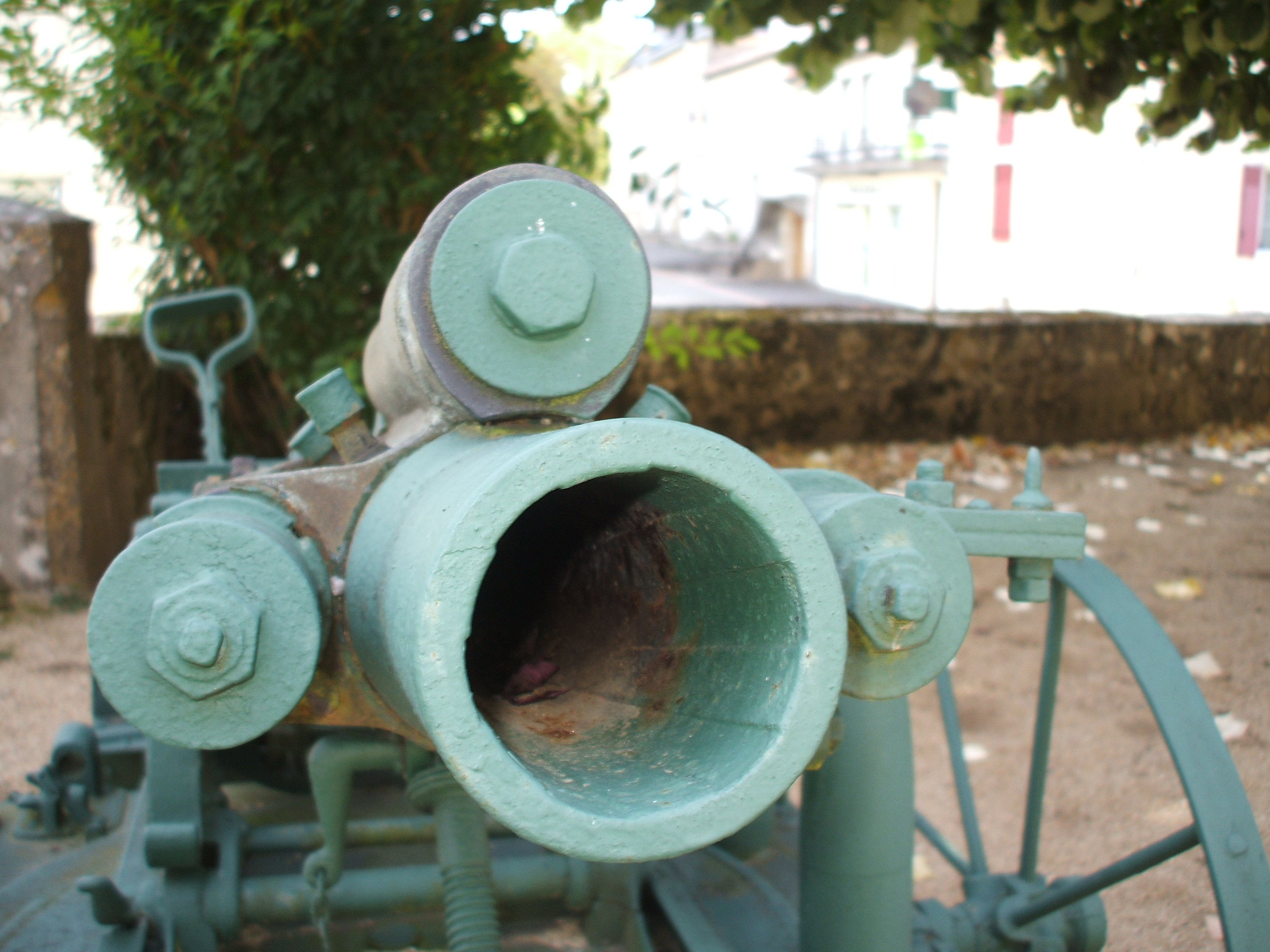
Нарезы ствола миномёта

Внедрение миномётов в немецкую армию началось по окончании русско-японской войны, в которой они себя зарекомендовали. По-немецки миномёт назывался «Minenwerfer» (миненверфер). К зиме 1916—1917 годов в немецкой армии было довольно много миномётов, и основным из них был лёгкий миномёт калибра 75,8 мм, удобный для пехоты в применении.
Ствол был в выполнен в форме дульнозарядного ружья с гидравлическими противооткатными цилиндрами по бокам; также был специальный привод, позволявший быстро приводить орудие в боевую готовность. Платформа была прямоугольной формы, ограничивала угол подъёма и поворота. Колёса добавлялись по желанию для лучшей транспортировки орудия. В 1916 году был разработан новый образец, который позволял вращать ствол на все 360° по горизонтали. Длина ствола достигала 410 мм и позволяла вести огонь под углом до 27°. Противооткатное устройство массой 90 кг гасило всю отдачу. Тем самым миномёт стал использоваться и как противотанковое орудие.